# Többlépcsős folyamatos egyesítés
A többlépcsős folyamatos egyesítés egy szoftverfejlesztői módszer, amelynek célja, hogy magas szinten integrált párhuzamos fejlesztést érjen el, és ez alatt csökkentse az egyesítésből származó problémák kiterjedését.

## Elmélet
A többlépcsős folyamatos egyesítés előnyt szerez a szoftverfejlesztés alapvető folyamatából: a szoftver több lépcsőfokon keresztül egy kezdetleges állapotból egy kész állapotba halad. Ennek segítségével a munkát szét lehet osztani logikai egységeire, amelyeken különálló csapatok dolgozhatnak egyszerre, és ezeket a egységeket időközönként egyesítik. Ami változik vállalatonként, az a lépcsőfokok száma, a csapatok mérete és száma és a csapatok kölcsönös függőségeinek felépítése.

## Ajánlott gyakorlatok
A többlépcsős folyamatos egyesítés az a folyamatos integráció továbbfejlesztése, ezért az ott lévő általános gyakorlatok követése itt már feltételezve vannak.
Minél nagyobb és/vagy bonyolultabb a projekt, annál nagyobb az esélye, hogy a projekt instabil lesz. A figyelmeztetések és a nem működő lefordított programok száma növekszik, ahogy a projekt mérete növekszik. Lassulni fog a haladás, és a fő ág egyre instabilabb lesz. A fejlesztők és a fejlesztési helyszínek növekedésével a sikertelen fordítások száma exponenciálisan növekszik.

### Ajánlott gyakorlat #1
Minden fejlesztő a saját feladatán dolgozik. Ahogy változások keletkeznek, folyamatos egyesítés történik a csapat ága alapján, ha az nem sikeres, akkor az a fejlesztő (akár a csapattársai segítségével) kijavítja az ágat. Amikor bármilyen probléma van, csak az a csapat érintett, és nem mindenki. Ez a modern gyártóüzemekhez hasonlít, ahol ha valaki megállítja egy gyártósor egy részét, akkor csak az a rész áll le, és nem az összes.
Megemlítésre méltó, hogy az elmúlt években a "téma" vagy "funkció" alapú ágmodellek népszerűséget szereztek a csapat alapúakhoz képest. Lásd például a Git-Flow ágazási modellt.
Gyakran a csapat úgy dönt, hogy a második fázisba kezd: egyesítés a fő ággal. Ebben a fázisban a csapat ugyanazt csinálja, mint egy egyéni fejlesztő csinálna a fő ági fejlesztés során. A csapatnak mindenképpen össze kell fésülnie a fő ág változásait a saját águkkal, és a fordításnak és minden tesztnek sikeresnek kell lennie. A fő ággal való egyesítés könnyebb lesz, mint általában, mert a már sikeresen hozzáadott funkciók lesznek benne, nem a fejlesztés alatt állók. Azután a csapat változásai a fő ágba fésülődnek, ami elindít egy fordítási és tesztfolyamatot. Ha az sikeres, akkor a csapat visszaáll az első fázisra, ahol minden fejlesztő külön dolgozik a saját feladatán. Különben pedig a csapat addig dolgozik a fő ágon, amíg az ismét működőképes.
A változások olyan gyorsan történnek, amennyire csak lehetséges, csak akkor állnak meg, amikor probléma van. Ideális esetben a változások olyan gyakran jelennek meg a fő ágon, mintha azon történne a fejlesztés. A különbség az, hogy kevesebb hiba éri el magát a fő ágat fejlesztés alatt. Többlépcsős folyamatos egyesítés segítségével magas fokú integráció történhet párhuzamosan, és eközben az egyesítésből származó problémák kiterjedése lecsökken.

### Ajánlott gyakorlat #2
A többlépcsős folyamatos egyesítés érdekében minden csapatnak saját ággal kell rendelkeznie, amibe a változások kerülnek.

## Előnyök
A többlépcsős folyamatos egyesítésnek számos előnye van:
- Amikor egy egységteszt nem sikeres, vagy felfedezésre kerül egy bug, a fejlesztők visszaállíthatják a kódot egy bug mentes állapotra anélkül, hogy debuggolásra pazarolnák az időt.
- Egyesítési problémák azonnal felismerődnek és folyamatosan kijavítódnak.
- Korai figyelmeztetés a nem működő/nem kompatibilis kódról.
- Korai figyelmeztetés a nem kompatibilis változásokról.
- Azonnali egységtesztelés.
- Egy "frissen" fordított program mindig kéznél van tesztelésre, bemutatásra vagy kiadásra.
- Befejezetlen vagy nem működő kód hatása miatt a fejlesztők ösztönözve vannak arra, hogy fokozatosabban dolgozzanak rövidebb visszajelzési időközökkel.

## Eszközök
Eszközök, amelyek segítik a többlépcsős folyamatos egyesítést:
- AccuRev[5] - Verzió kezelő és ALM eszköz
- Electric Cloud[5] — Fordító, tesztelő és telepítő keretrendszer
- AnthillPro - fordító, függőség- és kiadáskezelő eszköz
- Rational Team Concert[6] ALM-Platform
- Platform.sh[7] automatikusan létrehozza fejlesztői környezetet minden git ághoz, így minden ág egymástól függetlenül tesztelhető lesz
- Shippable[8] DevOps és folyamatos egyesítés automatizálás.

## Fordítás
Ez a szócikk részben vagy egészben  a   Multi-stage continuous integration című angol Wikipédia-szócikk ezen változatának fordításán alapul.  Az eredeti cikk szerkesztőit annak laptörténete sorolja fel. Ez a jelzés csupán a megfogalmazás eredetét és a szerzői jogokat jelzi, nem szolgál a cikkben szereplő információk forrásmegjelöléseként.